# NGC 5181
NGC 5181 је лентикуларна галаксија у сазвежђу Девица која се налази на NGC листи објеката дубоког неба.
Деклинација објекта је + 13° 18' 16" а ректасцензија 13h 29m 41,9s. Привидна величина (магнитуда) објекта NGC 5181 износи 13,9 а фотографска магнитуда 14,9. NGC 5181 је још познат и под ознакама MCG 2-34-24, CGCG 72-98, NPM1G +13.0343, PGC 47373.